# Hành chính Đại Việt thời Lê sơ

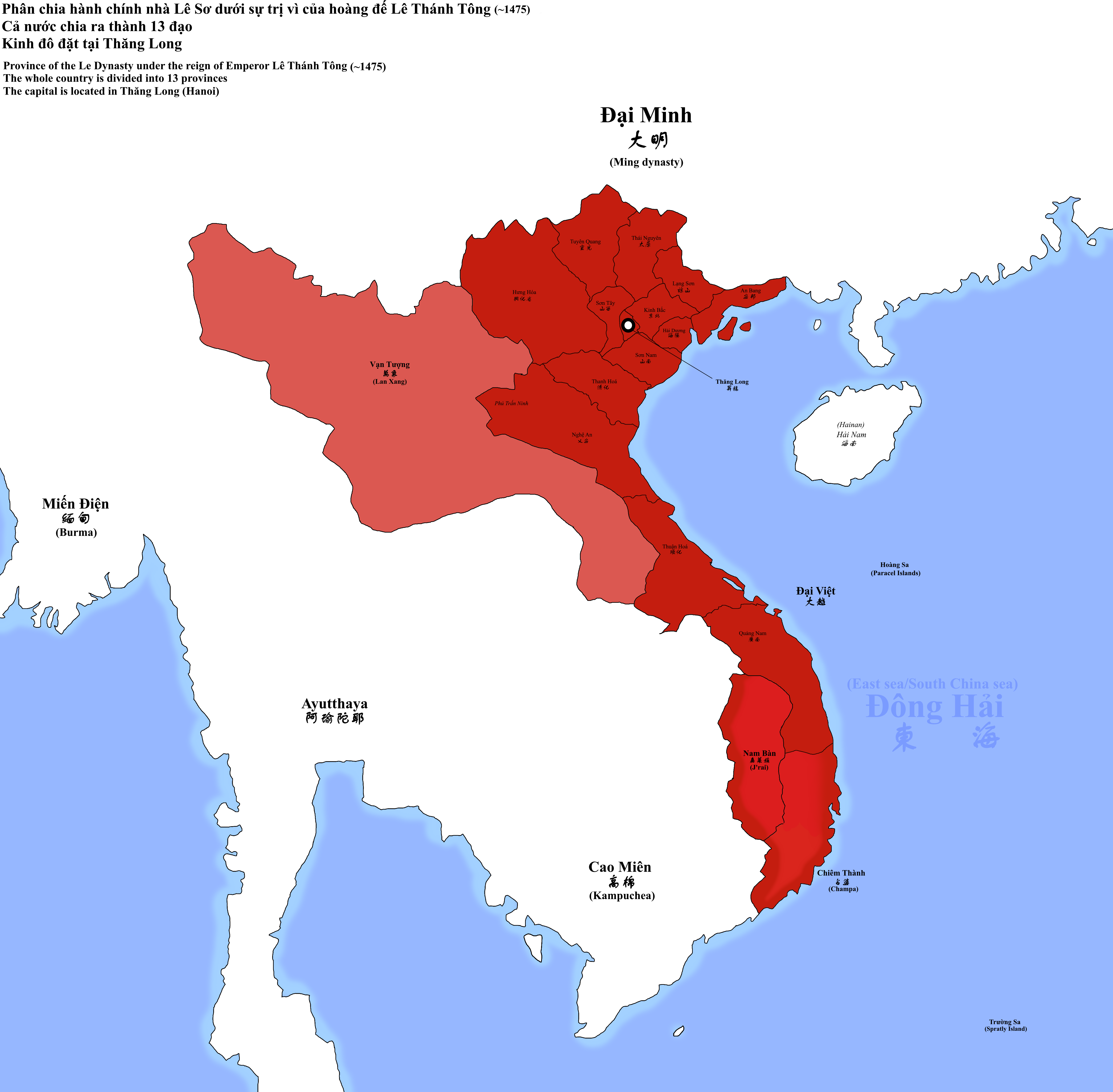
Hành chính Việt Nam thời Lê Sơ

Hành chính Đại Việt thời Lê sơ, đặc biệt là sau những cải cách của Lê Thánh Tông, hoàn chỉnh hơn so với thời Lý và thời Trần, mang tính quan liêu và chuyên chế cao độ.
Từ thời Lê Thánh Tông, có sự sắp xếp lại bộ máy nhằm tập trung quyền lực vào tay hoàng đế và kiểm soát chặt chẽ cấp địa phương. Bộ máy tổ chức thời Lê Thánh Tông là bộ máy quân chủ chuyên chế quan liêu được tổ chức khá chặt chẽ và hoàn chỉnh.

## Chính quyền trung ương
Bộ máy chính quyền thời Lê Thái Tổ cơ bản theo mô hình thời Trần. Giúp việc trực tiếp cho hoàng đế là trung khu gồm các quan tả, hữu tướng quốc, tam thái (thái sư, thái uý, thái bảo), tam thiếu (thiếu sư, thiếu uý, thiếu bảo), tam tư (tư mã, tư không, tư khấu), bộc xạ. Dưới trung khu là hai ban văn, võ.
Đứng đầu ban văn là quan đại hành khiển. Các bộ, ngành thuộc văn ban là bộ Lại, bộ Lễ, khu mật viện, hàn lâm viện, ngũ hình viện, ngự sử đài, quốc tử giám, quốc sử viện, nội thị sảnh, và các cơ quan khác gọi là quán, cục, hay ty. Đứng đầu các bộ là quan thượng thư.
Đứng đầu ban võ là đại tổng quan. Tiếp đến là các chức đại đô đốc, đô tổng quản, tổng quản, tổng binh, tư mã. Ban võ gồm 6 quân điện tiền và 5 quân thiết đột.
Tổng số quan lại thời Hồng Đức là 5.370 người, trong đó quan lại trong triều 2.755 người.

### Lục bộ
Thời Lê Thái Tổ chỉ có 3 bộ: Lại, Lễ, Dân (tức Hộ Bộ). Đến năm 1466, Lê Thánh Tông tổ chức thành sáu bộ:
- Lại Bộ: Trông coi việc tuyển bổ, thăng thưởng và thăng quan tước;
- Lễ Bộ: Trông coi việc đặt và tiến hành các nghi lễ, tiệc yến, học hành thi cử, đúc ấn tín, cắt giữ người coi giữ đình, chùa, miếu mạo;
- Hộ Bộ: Trông coi công việc ruộng đất, tài chính, hộ khẩu, tô thuế kho tàng, thóc tiền và lương, bổng của quan, binh;
- Binh Bộ: Trông coi việc binh chính, đặt quan trấn thủ nơi biên cảnh, tổ chức việc giữ gìn các nơi hiểm yếu và ứng phó các việc khẩn cấp;
- Hình Bộ: Trông coi việc thi hành luật, lệnh, hành pháp, xét lại các việc tù, đày, kiện cáo;
- Công bộ: Trông coi việc xây dựng, sửa chữa cầu đường, cung điện thành trì và quản đốc thợ thuyền.

Mỗi bộ có 1 viên Thượng thư và 2 Tả bộ thị lang và cơ quan thường trực là Vụ tư sảnh đứng đầu. Giám sát Lục bộ là Lục khoa tương ứng, gồm Lại khoa, Lễ khoa, Hộ khoa, Binh khoa, Hình khoa, Công khoa. Đứng đầu các khoa là Đô cấp sự trung và Cấp sự trung. Giúp việc cho Lục bộ là Lục tự.

### Lục tự
Gồm có:
- Đại lý tự: cơ quan phụ trách hình án. Xét xong án chuyển sang Bộ Hình để tâu lên vua quyết định
- Thái thường tự: cơ quan phụ trách lễ nghi, âm nhạc cung đình
- Quang lộc tự: phụ trách hậu cần đồ lễ trong các buổi lễ của triều đình
- Thái bộc tự: cơ quan phụ trách xe ngựa của vua và coi sóc ngựa của hoàng tộc
- Hồng lô tự: Tổ chức việc xướng danh những người đỗ trong kỳ thi đình; lo an táng đại thần qua đời và tiếp đón sứ đoàn
- Thượng bảo tự: Cơ quan coi việc đóng ấn vào quyển thi của các thí sinh thi Hội

### Các cơ quan chuyên môn
Lê Thánh Tông tổ chức thêm một số cơ quan chuyên môn không lệ thuộc vào 6 Bộ, bao gồm:
- Thông Chính ty: cơ quan phụ trách chuyển đạt giấy tờ của triều đình xuống và nhận đơn từ của nhân dân tâu lên vua. Đứng đầu là Thông chính sứ, trật Tòng tứ phẩm.
- Quốc Tử Giám: cơ quan giáo dục cao nhất trong cả nước. Đây là trường đại học của triều đình có nhiệm vụ đào tạo nhân tài cho quốc gia. Đứng đầu là Tế tửu, trật chánh tứ phẩm.
- Quốc sử viện: cơ quan chép sử của triều đình. Nhà vua nói gì, làm gì, sử quan đều phải ghi chép cẩn thận và trung thực. Đứng đầu là Quốc sử viện Tu soạn, trật chánh bát phẩm
- Khuyến nông sứ và Hà đê sứ: Hai cơ quan coi việc nông nghiệp và trông nom về thủy lợi, đê điều.

## Chính quyền địa phương

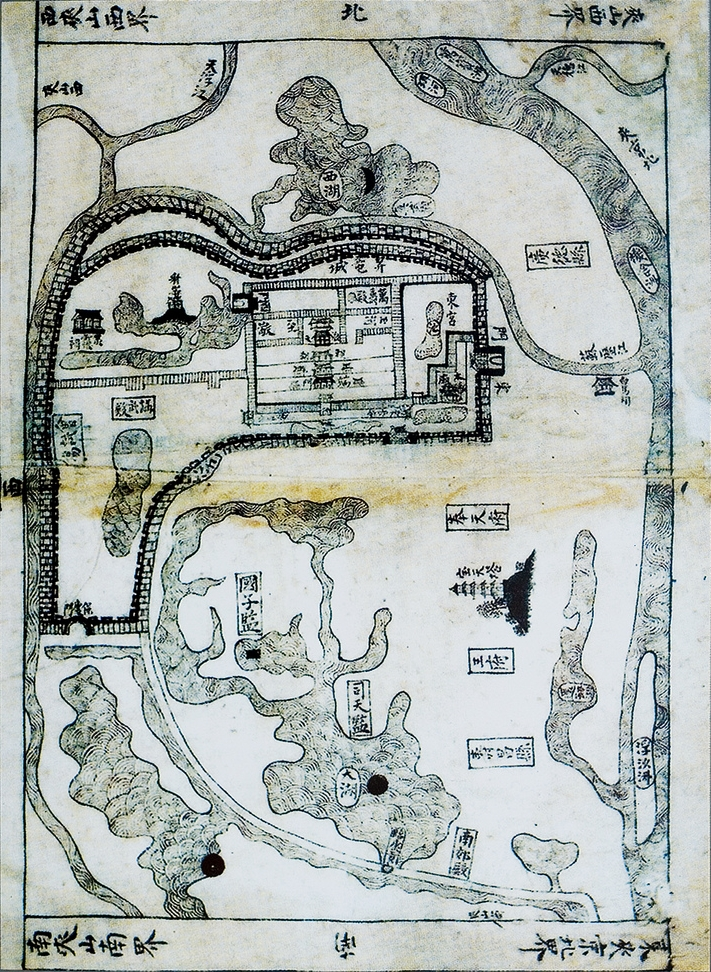
Bản đồ kinh thành Thăng Long năm 1490

Năm 1428, Lê Lợi khi lên ngôi, lấy niên hiệu là Thuận Thiên (tuân theo Trời), chia đất nước thành 5 đạo: Đông, Tây, Nam, Bắc (đều ở vùng Bắc Bộ) và Hải Tây (từ Thanh Hóa trở vào). Dưới đạo là trấn, dưới trấn là lộ, dưới lộ là châu và huyện. Cấp hành chính địa phương thấp nhất là xã. Xã lại chia làm đại xã, trung xã và tiểu xã tùy theo số dân.
Đứng đầu chính quyền các đạo là chức hành khiển (phụ trách cả dân sự lẫn quân sự). Đứng đầu các trấn là các an phủ sứ, các lộ là tuyên phủ sứ, các châu, huyện là tri châu hay tri huyện, các xã là xã quan (từ thời Lê Thánh Tông đổi thành xã trưởng).
Đến năm Quang Thuận thứ 5 (1464) thời vua Lê Thánh Tông, Đại Việt được chia thành 1 phủ và 12 đạo "thừa tuyên"; năm 1490 đổi gọi phần lớn các "thừa tuyên" là "xứ"; sang thời Lê Uy Mục và Lê Tương Dực đổi gọi các đơn vị cấp cao nhất là "trấn". Các đơn vị hành chính cao nhất gồm gồm: Phủ Trung Đô (phủ Phụng Thiên), Thanh Hoa (Thanh Hóa), Nghệ An, Thuận Hóa, Thiên Trường (Sơn Nam), Nam Sách (Hải Dương), Quốc Oai (Sơn Tây), Bắc Giang (Kinh Bắc), An Bang, Hưng Hóa, Tuyên Quang (Minh Thuận), Thái Nguyên (Ninh Sóc), Lạng Sơn. Từ năm 1471 mở rộng đất đai phía nam, đặt thêm thừa tuyên thứ 13 là Quảng Nam . Tuy địa giới có một số điều chỉnh và riêng Sơn Tây không còn là đơn vị cấp cao nhất, một nửa trong số các đơn vị hành chính lớn nhất thời kỳ này (Hải Dương, Lạng Sơn, Thái Nguyên, Bắc Giang, Tuyên Quang, Thanh Hóa, Nghệ An, Quảng Nam) có tên gọi được dùng làm tên các đơn vị hành chính lớn nhất (tỉnh) của Việt Nam hiện nay.
Bộ máy chính quyền của mỗi đạo thừa tuyên gồm 3 ty: đô tổng binh sứ ty (phụ trách quân sự), thừa tuyên ty (phụ trách các việc dân sự), hiến sát ty (phụ trách các việc thanh tra, giám sát).
Các quan địa phương được ban ngạch cao nhất là chánh tứ phẩm, hưởng lương 48 quan mỗi năm. Tổng số quan lại địa phương thời Hồng Đức là 2.615 người.
Cụ thể về các đơn vị như sau:

### Phủ Trung Đô/Phụng Thiên
Tức trung tâm Hà Nội hiện nay. Năm 1466 đổi là phủ Trung Đô, từ năm 1469 được đổi tên thành phủ Phụng Thiên. Gồm 2 huyện:
- Quảng Đức: là huyện phụ quách kinh thành, thời Nguyễn đổi tên là Vĩnh Thuận.
- Vĩnh Xương, sau đổi là Thọ Xương.

### Thiên Trường/Sơn Nam
Vốn có tên là thừa tuyên Thiên Trường, năm 1469 đổi thành thừa tuyên Sơn Nam. Năm 1490 đổi làm xứ Sơn Nam, sang đời Lê Uy Mục lại gọi là trấn Sơn Nam. Gồm có:
- Phủ Thường Tín (đông nam Hà Nội hiện nay) gồm các huyện: Thanh Trì (phần lớn huyện Thanh Trì, quận Hoàng Mai, một phần các quận Hai Bà Trưng và Thanh Xuân hiện nay), Thượng Phúc (huyện Thường Tín và một phần huyện Thanh Trì hiện nay), Phù Vân (đến thời Lê Chiêu Tông đổi là huyện Phú Nguyên, huyện Phú Xuyên hiện nay).
- Phủ Ứng Thiên (tức phủ Ứng Hòa thời Nguyễn, tây nam Hà Nội hiện nay) gồm các huyện: Thanh Oai (huyện Thanh Oai và một phần quận Hà Đông hiện nay), Chương Đức (huyện Chương Mỹ và một phần quận Hà Đông hiện nay), Sơn Minh (Ứng Hòa hiện nay), Hoài An (phần phía nam huyện Ứng Hòa và một phần huyện Mỹ Đức hiện nay).
- Phủ Lị Nhân (tức phủ Lý Nhân thời Nguyễn, tỉnh Hà Nam hiện nay) gồm các huyện: Nam Xang (huyện Lý Nhân và một phần thành phố Phủ Lý hiện nay), Kim Bảng, Duy Tân (Duy Tiên hiện nay), Thanh Liêm (Thanh Liêm và một phần thành phố Phủ Lý hiện nay), Bình Lục.
- Phủ Khoái Châu (nam Hưng Yên hiện nay) gồm các huyện: Đông Yên (Khoái Châu hiện nay), Kim Động (huyện Kim Động và một phần thành phố Hưng Yên hiện nay), Tiên Lữ (huyện Tiên Lữ và một phần thành phố Hưng Yên hiện nay), Thiên Thi (Ân Thi hiện nay), Phù Dung (Phù Cừ hiện nay).
- Phủ Thiên Trường (tức phủ Xuân Trường thời Nguyễn, đông bắc Nam Định hiện nay) gồm các huyện: Tây Chân (các huyện Nam Trực, Trực Ninh, phần phía Tây huyện Hải Hậu và một phần thành phố Nam Định hiện nay), Giao Thủy (các huyện Giao Thủy, Xuân Trường và một phần huyện Hải Hậu hiện nay), Mỹ Lộc (huyện Mỹ Lộc và một phần thành phố Nam Định hiện nay), Thượng Nguyên (nam Mỹ Lộc hiện nay).
- Phủ Nghĩa Hưng (tức phủ Kiến Hưng thời Trần, tây nam Nam Định hiện nay) gồm các huyện: Đại An (Nghĩa Hưng hiện nay), Vọng Doanh (nam Ý Yên hiện nay), Thiên Bản (Vụ Bản hiện nay), Ý Yên (bắc Ý Yên hiện nay)
- Phủ Thái Bình (sau đổi tên là phủ Thái Ninh, đông bắc Thái Bình hiện nay) gồm các huyện: Thụy Anh (phía bắc huyện Thái Thụy hiện nay), Thanh Lan (phía nam huyện Thái Thụy hiện nay), Phụ Dực (phía đông huyện Quỳnh Phụ hiện nay), Quỳnh Côi (phía tây huyện Quỳnh Phụ hiện nay), Đông Quan (phía đông huyện Đông Hưng hiện nay).
- Phủ Tân Hưng (tức phủ Long Hưng thời Trần, tây bắc Thái Bình hiện nay) gồm các huyện: Ngự Thiên (một phần huyện Hưng Hà hiện nay), Duyên Hà (một phần huyện Hưng Hà hiện nay), Thần Khê (phía tây huyện Đông Hưng và thành phố Thái Bình hiện nay).
- Phủ Kiến Xương (tây nam Thái Bình hiện nay) gồm các huyện: Thư Trì (một phần huyện Vũ Thư và thành phố Thái Bình hiện nay), Vũ Tiên (một phần các huyện Vũ Thư và Kiến Xương hiện nay), Chân Định (một phần huyện Kiến Xương hiện nay).
- Phủ Trường Yên (tức phủ Yên Khánh thời Nguyễn, đông Ninh Bình hiện nay) gồm các huyện: Gia Viễn (phía đông Gia Viễn và thành phố Hoa Lư hiện nay), Yên Mô (huyện Yên Mô và thành phố Tam Điệp hiện nay), Yên Khang (Yên Khánh hiện nay).
- Phủ Thiên Quan (tức phủ Nho Quan thời Nguyễn, tây Ninh Bình hiện nay) gồm các huyện: Phụng Hóa (Nho Quan hiện nay), Yên Hóa (tây Gia Viễn hiện nay), Lạc Thổ (các huyện Lạc Sơn, Lạc Thủy, Yên Thủy và Tân Lạc, tỉnh Hòa Bình hiện nay).

### Bắc Giang/Kinh Bắc

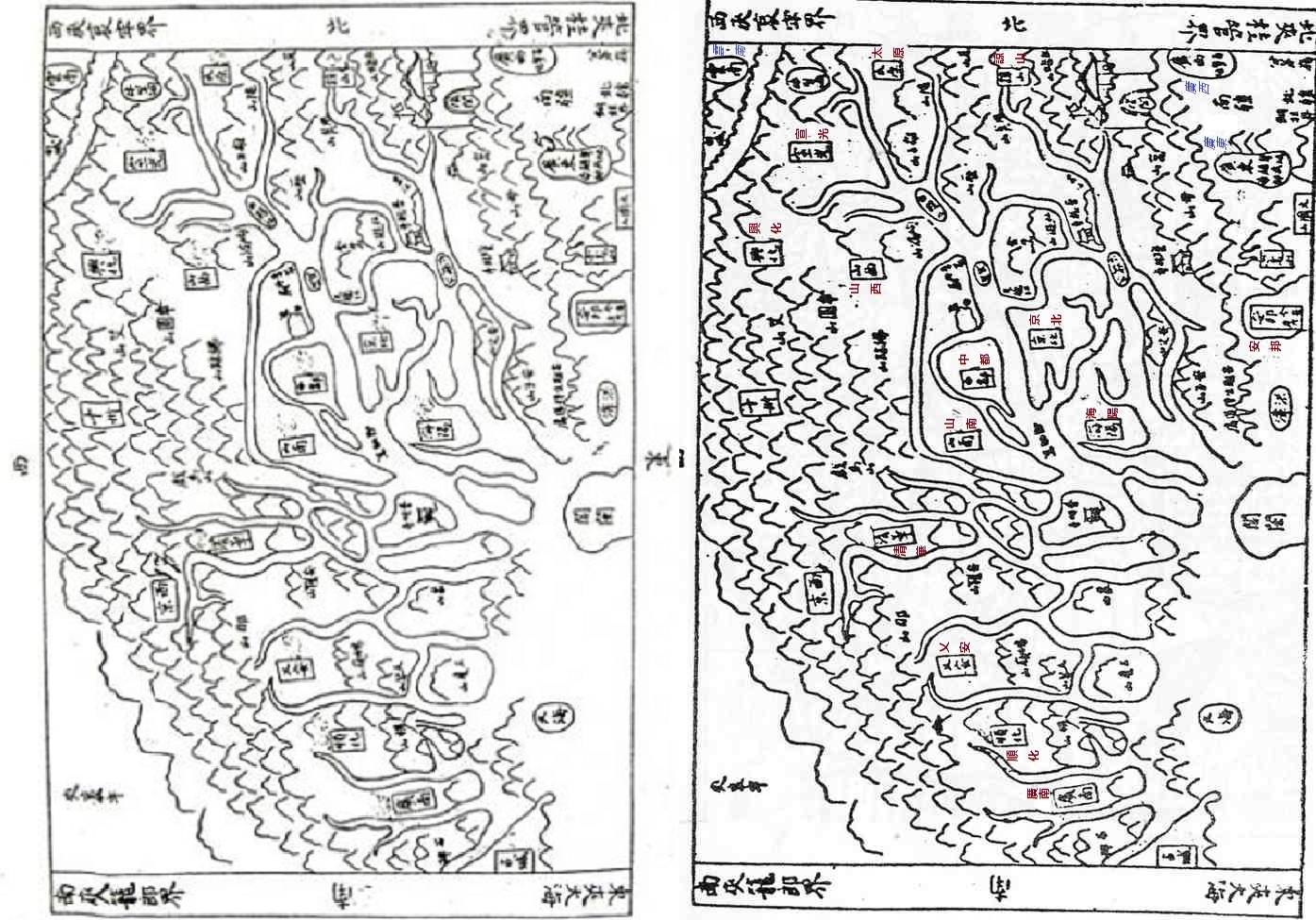
An Nam quốc đồ thời Hồng Đức (1490). Các xứ (13 xứ)ːQuảng Nam (廣南), Thuận Hóa (順化), Nghệ An (乂安), Thanh Hoa (清華), Sơn Nam (山南), Hải Dương (海陽), An Bang (安邦), Lạng Sơn (諒山), Thái Nguyên (太原), Tuyên Quang (宣光), Hưng Hóa (興化), Sơn Tây (山西), Kinh Bắc (京北), và phủ Trung Đô (中都府).

Thời Lê Thái Tông vốn là 2 lộ Bắc Giang thượng và Bắc Giang hạ, năm 1466 gộp vào là thừa tuyên Bắc Giang, năm 1469 đổi là thừa tuyên Kinh Bắc, thời Lê Tương Dực đổi là trấn Kinh Bắc. Gồm có các phủ:
- Phủ Từ Sơn gồm các huyện: Đông Ngàn (sau là huyện Từ Sơn, nay là thành phố Từ Sơn, tỉnh Bắc Ninh và một phần các huyện Đông Anh, Gia Lâm của Hà Nội và huyện Kim Anh của tỉnh Phúc Yên cũ, tức là một phần huyện Sóc Sơn, Hà Nội hiện nay), Yên Phong (huyện Yên Phong và một phần thành phố Bắc Ninh hiện nay), Tiên Du (huyện Tiên Du, một phần thành phố Bắc Ninh và một phần huyện Gia Lâm hiện nay), Võ Giàng (một phần thị xã Quế Võ và một phần thành phố Bắc Ninh hiện nay), Quế Dương (một phần thị xã Quế Võ hiện nay).
- Phủ Thuận An (tức phủ Thuận Thành thời Nguyễn) gồm các huyện: Gia Lâm (quận Long Biên và một phần huyện Gia Lâm, Hà Nội hiện nay), Siêu Loại (thị xã Thuận Thành hiện nay), Văn Giang (huyện Văn Giang, Hưng Yên và xã Kim Lan, huyện Gia Lâm, Hà Nội hiện nay), Gia Định (Gia Bình hiện nay), Thiện Tài (Lương Tài hiện nay).
- Phủ Bắc Hà gồm các huyện: Tân Phúc (Tiên Phúc) (Đa Phúc cũ, một phần Sóc Sơn hiện nay), Kim Hoa (một phần Sóc Sơn hiện nay), Hiệp Hòa, Yên Việt (Việt Yên hiện nay).
- Phủ Lạng Giang gồm các huyện: Phượng Nhãn (một phần Yên Dũng hiện nay), Yên Dũng (vốn sáp nhập từ hai huyện Yên Ninh và Cổ Dũng đời nhà Hồ), Hữu Lũng (thuộc Lạng Sơn hiện nay), Bảo Lộc (Lạng Giang hiện nay), Yên Thế (Yên Thế và Tân Yên hiện nay), Lục Ngạn (Lục Ngạn và Lục Nam hiện nay).

### Quốc Oai / Sơn Tây
Vốn là 3 lộ Quốc Oai thượng, trung và hạ thời Lê Thái Tổ, năm 1466 gộp vào là thừa tuyên Quốc Oai, năm 1469 đổi là thừa tuyên Sơn Tây, năm 1490 đổi là xứ Sơn Tây, thời Lê Tương Dực đổi là trấn Sơn Tây. Gồm các phủ:
- Phủ Quốc Oai gồm các huyện: Từ Liêm (các quận Cầu Giấy, Bắc Từ Liêm và Nam Từ Liêm, một phần các quận Tây Hồ, Thanh Xuân và Hà Đông, một phần các huyện Đan Phượng và Hoài Đức, Hà Nội hiện nay), Đan Phượng (huyện Đan Phượng, một phần các huyện Hoài Đức và Phúc Thọ hiện nay), Yên Sơn (Quốc Oai hiện nay), Thạch Thất, Mỹ Lương (một phần các huyện Mỹ Đức và Chương Mỹ, Hà Nội, các huyện Lương Sơn và Kim Bôi, Hòa Bình hiện nay).
- Phủ Quảng Oai gồm các huyện: Phúc Lộc (huyện Phúc Thọ, một phần huyện Ba Vì và phần phía bắc thị xã Sơn Tây hiện nay), Ma Nghĩa (đến năm 1853 đổi là Tùng Thiện, tức phần phía nam thị xã Sơn Tây và một phần huyện Ba Vì, Hà Nội hiện nay), Tân Phong (thời Pháp thuộc đổi là huyện Quảng Oai, phần phía bắc huyện Ba Vì hiện nay).
- Phủ Đà Giang gồm các huyện: Bất Bạt (một phần các huyện Ba Vì, Hà Nội và Kỳ Sơn, Hòa Bình hiện nay), Tam Nông.
- Phủ Thao Giang (sau đổi là phủ Lâm Thao) gồm các huyện: Sơn Vi (Lâm Thao hiện nay), Thanh Ba, Hoa Khê (Cẩm Khê hiện nay), Hạ Hoa (Hạ Hòa hiện nay), Phù Ninh (huyện Phù Ninh, một phần thị xã Phú Thọ và một phần thành phố Việt Trì hiện nay).
- Phủ Tam Đái (tức phủ Vĩnh Tường thời Nguyễn) gồm các huyện: Yên Lãng (thị xã Phúc Yên và một phần các huyện Bình Xuyên, Vĩnh Phúc, huyện Mê Linh và Đông Anh, Hà Nội hiện nay), Yên Lạc, Bạch Hạc (Vĩnh Tường hiện nay), Lập Thạch (các huyện Lập Thạch và Sông Lô hiện nay), Tam Dương (các huyện Tam Dương và Tam Đảo, Vĩnh Phúc hiện nay).
- Phủ Đoan Hùng gồm các huyện: Đông Lan (Lê Hiến Tông đổi là Đông Quan, tương đương khu vực ngã ba sông Lô và sông Chảy hiện nay), Tây Quan (hữu ngạn sông Lô cạnh Phù Ninh hiện nay), Để Giang (thời Lê trung hưng đổi là huyện Sơn Dương, nam Sơn Dương hiện nay), Đương Đạo (bắc Sơn Dương hiện nay).

### Nam Sách/Hải Dương
Vốn là 2 lộ Nam Sách thượng và Nam Sách hạ, năm 1466 gộp vào là thừa tuyên Nam Sách, năm 1469 đổi là thừa tuyên Hải Dương. Gồm các phủ:
- Phủ Thượng Hồng (tức phủ Bình Giang thời Nguyễn) gồm các huyện: Đường Hào (Mỹ Hào, Hưng Yên hiện nay), Đường Yên (Bình Giang, Hải Dương hiện nay), Cẩm Giàng (huyện Cẩm Giàng và một phần thành phố Hải Dương hiện nay).
- Phủ Hạ Hồng (tức phủ Ninh Giang thời Nguyễn) gồm các huyện: Thanh Miện, Tứ Kỳ, Vĩnh Lại (Vĩnh Bảo, Hải Phòng và Ninh Giang, Hải Dương hiện nay), Gia Phúc (Gia Lộc hiện nay).
- Phủ Nam Sách gồm các huyện: Thanh Lâm (huyện Nam Sách và một phần thành phố Hải Dương, Hải Dương hiện nay), Chí Linh, Thanh Hà (huyện Thanh Hà và một phần thành phố Hải Dương hiện nay), Tiên Minh (Tiên Lãng, Hải Phòng hiện nay).
- Phủ Kinh Môn gồm các huyện: Giáp Sơn (Kinh Môn hiện nay), Đông Triều (huyện Đông Triều và thành phố Uông Bí hiện nay), An Lão, Nghi Dương (Kiến Thụy hiện nay), Kim Thành, Thủy Đường (Thủy Nguyên hiện nay), An Dương (huyện An Dương và quận Hải An hiện nay).

### An Bang
Thời Lê Thái Tổ là An Bang thuộc Đông Đạo, từ năm 1466 là thừa tuyên An Bang, năm 1490 gọi là xứ An Bang, thời Lê Tương Dực đổi là trấn An Bang. Gồm có 1 phủ:
- Phủ Hải Đông gồm các huyện: Hoành Bồ (huyện Hoành Bồ và một phần thành phố Hạ Long hiện nay), Yên Hưng (thị xã Quảng Yên và một phần thành phố Hạ Long hiện nay), Hoa Phong (Cát Hải hiện nay) và các châu: Tiên Yên, Vạn Ninh (Móng Cái hiện nay), Vĩnh An (thuộc Quảng Tây, Trung Quốc hiện nay), Vân Đồn.

### Lạng Sơn
Thời Lê Thái Tổ thuộc Bắc Đạo, năm 1466 đặt thừa tuyên Lạng Sơn, năm 1490 đổi là xứ Lạng Sơn, thời Lê Tương Dực đổi là trấn Lạng Sơn. Gồm 1 phủ:
- Phủ Trường Khánh gồm các châu: Thất Nguyên (huyện Tràng Định hiện nay), Văn Uyên (huyện Văn Lãng hiện nay), Văn Lan (một phần Chi Lăng và Văn Quan hiện nay), Ôn (một phần Chi Lăng hiện nay), Lộc Bình (Lộc Bình và Cao Lộc hiện nay), An Bác (Sơn Động, Bắc Giang hiện nay), Thoát Lãng (Thành phố Lạng Sơn hiện nay).

### Thái Nguyên/Ninh Sóc
Thời Lê Thái Tổ thuộc Bắc đạo, năm 1466 đặt thừa tuyên Thái Nguyên, năm 1469 đổi là thừa tuyên Ninh Sóc. Gồm các phủ:
- Phủ Phú Bình gồm các huyện: Phổ Yên, Đại Từ, Tư Nông (Phú Bình hiện nay), Bình Nguyên (Bình Xuyên, Vĩnh Phúc hiện nay), Đồng Hỷ, Văn Lãng, Võ Nhai, Phú Lương và châu Định Hóa (huyện Định Hóa hiện nay).
- Phủ Thông Hóa (tỉnh Bắc Kạn hiện nay) gồm huyện Cảm Hóa (Ngân Sơn và Na Rì hiện nay) và châu Bạch Thông (thị xã Bắc Kạn, các huyện Bạch Thông, Chợ Đồn và Chợ Mới hiện nay).
- Phủ Cao Bình, vốn là phủ Bắc Bình (tỉnh Cao Bằng hiện nay) gồm các châu: Thạch Lâm (Hòa An, Nguyên Bình và Thạch An hiện nay), Quảng Uyên (Quảng Uyên và Phục Hòa hiện nay), Thượng Lang (Trà Lĩnh và Trùng Khánh hiện nay), Hạ Lang.

### Tuyên Quang
Thời Lê Thái Tổ thuộc Tây đạo, năm 1466 đặt thừa tuyên Tuyên Quang, năm 1490 đổi là xứ Tuyên Quang, thời Lê Tương Dực đổi là trấn Minh Thuận. Gồm 1 phủ:
- Phủ Yên Bình gồm huyện Phúc Yên (Yên Sơn và Hàm Yên hiện nay), và các châu: Vị Xuyên (các huyện Vị Xuyên, Xín Mần, Hoàng Su Phì, Bắc Quang, Quang Bình và thành phố Hà Giang thuộc tỉnh Hà Giang hiện nay. Kèm thêm cả phần đất các động Ngưu Dương (nay là Mã Quan), Hồ Điệp, Phổ Viên thuộc châu Vị Xuyên, mà trong đó gồm có cả vùng Tụ Long, phần đất này nay thuộc các huyện Mã Quan, Ma Lật Pha tỉnh Vân Nam, Trung Quốc), Thu Vật (Yên Bình thuộc Yên Bái hiện nay), Đại Man (Chiêm Hóa hiện nay), Bảo Lạc (thuộc Cao Bằng hiện nay), Lục Yên (thuộc Yên Bái hiện nay).

### Hưng Hóa

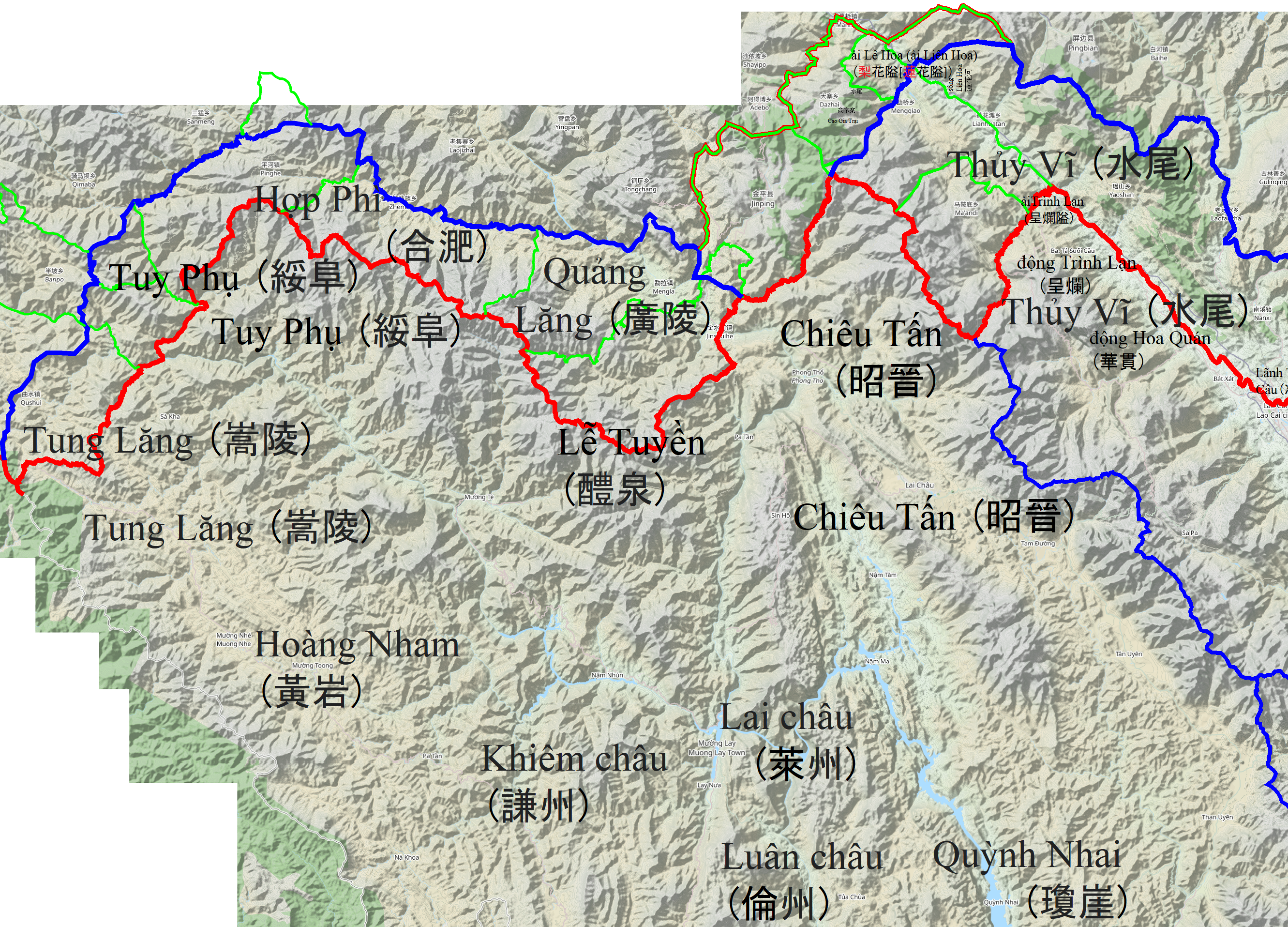
Bản đồ châu Phục Lễ (復醴), sau là phủ An Tây thừa tuyên Hưng Hóa của Đại Việt thời Lê sơ.

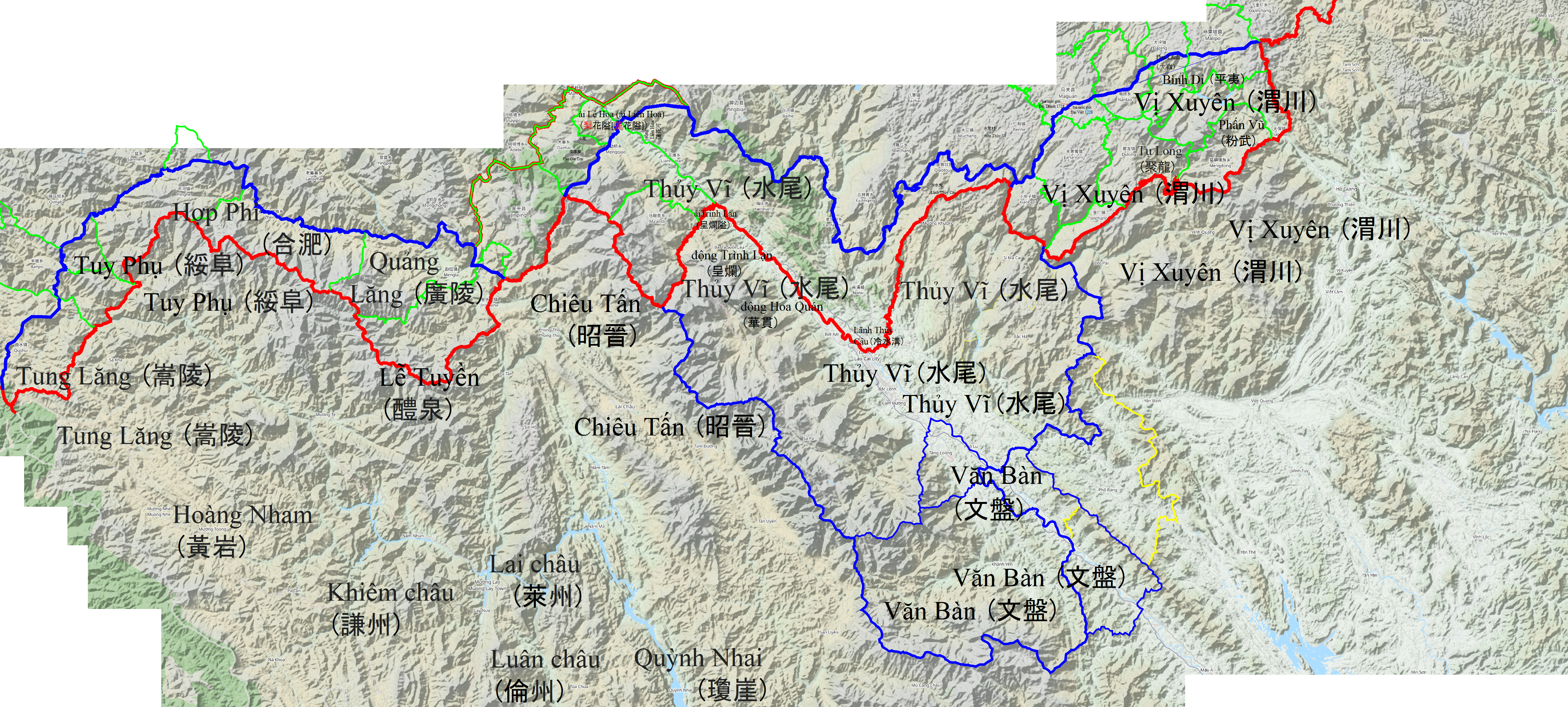
Bản đồ châu Thủy Vĩ phủ Quy Hóa trấn Hưng Hóa nước Đại Việt thời Hậu Lê.

Thời Lê Thái Tổ là 2 lộ Gia Hưng và Quy Hóa thuộc Tây đạo, năm 1466 đặt thừa tuyên Hưng Hóa, năm 1490 đổi là xứ Hưng Hóa, thời Lê Tương Dực đổi là trấn Hưng Hóa. Gồm các phủ:
- Phủ Gia Hưng gồm các huyện: Thanh Nguyên (Tân Sơn, Thanh Sơn và Thanh Thủy thuộc Phú Thọ hiện nay), Phù Hoa (Phù Yên thuộc Sơn La hiện nay), Mai Châu (nam Mai Châu thuộc Hòa Bình hiện nay), Mộc Châu (phần còn lại của Mai Châu thuộc Hòa Bình và Mộc Châu thuộc Sơn La hiện nay), Việt Châu (Yên Châu và Bắc Yên hiện nay), Thuận Châu.
- Phủ Quy Hóa gồm các huyện: Văn Chấn (thuộc Yên Bái hiện nay), Yên Lập (thuộc Phú Thọ hiện nay), Trấn Yên (thuộc Yên Bái hiện nay), Văn Bàn (thuộc Lào Cai hiện nay), Thủy Vĩ (phía Bắc tỉnh Lào Cai hiện nay).
- Phủ An Tây gồm các châu: Chiêu Tấn (thành phố Lai Châu, các huyện Tam Đường và Phong Thổ, Sìn Hồ hiện nay), Quỳnh Nhai (thuộc Sơn La hiện nay), Luân (là huyện Tủa Chùa hiện nay, nằm giữa Quỳnh Nhai và Tuần Giáo), Lai (thị xã Mường Lay và phía nam huyện Nậm Nhùn, huyện Sìn Hồ), châu Tuy Phụ (là khoảng phía bắc huyện Mường Tè tỉnh Lai Châu ngày nay), châu Khiêm (khoảng phần phía nam của các huyện Mường Tè và Nậm Nhùn tỉnh Lai Châu), châu Hoàng Nham (là Mường Tông khoảng huyện Mường Nhé tỉnh Điện Biên), châu Lễ Tuyền (khoảng huyện Lục Xuân châu Hồng Hà tỉnh Vân Nam Trung Quốc), châu Hợp Phì (là khoàng Mường Mì hay Xiềng My, nay là hương Giả Mễ (者米乡, Zhe-mi-xiang) huyện Kim Bình châu Hồng Hà tỉnh Vân Nam), châu Tung Lăng (嵩陵, thổ âm gọi là Phù Phang, không rõ ở đâu), châu Quảng Lăng (廣陵 Mường La, là khoảng hương Mường Lạp, Meng-la-xiāng (勐拉乡) huyện Kim Bình châu Hồng Hà tỉnh Vân Nam Trung Quốc).

### Thanh Hoá
Thời Lê Thái Tổ thuộc đạo Hải Tây, thời Lê Thái Tông gồm 6 phủ Thiệu Thiên, Hà Trung, Tĩnh Gia, Thanh Đô, Trường Yên, Thiên Quan; năm 1466 đặt thừa tuyên Thanh Hoa; năm 1490 đổi là xứ Thanh Hoa, Lê Tương Dực đổi là trấn Thanh Hoa. Gồm các phủ:
- Phủ Thiệu Thiên (tức phủ Thiệu Hóa thời Nguyễn) gồm các huyện: Thụy Nguyên (từng mang tên Ứng Thụy và Lương Giang, tức phía bắc huyện Thiệu Hóa, phía bắc huyện Thọ Xuân và phần lớn huyện Ngọc Lặc), Vĩnh Ninh (huyện Vĩnh Lộc), Đông Sơn (huyện Đông Sơn và một phần huyện Thiệu Hóa, một phần thành phố Thanh Hóa), Lôi Dương (một phần các huyện Thọ Xuân, Triệu Sơn, Thiệu Hóa và Thường Xuân hiện nay), Yên Định, Cẩm Thủy, Thạch Thành (một phần huyện Thạch Thành), Bình Giang (tây bắc huyện Thạch Thành).
- Phủ Hà Trung gồm các huyện: Hoằng Hóa (huyện Hoằng Hóa và một phần thành phố Thanh Hóa), Thuần Hựu (huyện Hậu Lộc), Tống Sơn (huyện Hà Trung và thị xã Bỉm Sơn).
- Phủ Tĩnh Gia gồm các huyện: Nông Cống (các huyện Như Xuân, Như Thanh, phần lớn huyện Nông Cống và một phần huyện Triệu Sơn), Ngọc Sơn (thị xã Nghi Sơn và một phần huyện Nông Cống), Quảng Xương (huyện Quảng Xương, thành phố Sầm Sơn và một phần thành phố Thanh Hóa).
- Phủ Thanh Đô gồm huyện Thọ Xuân (phần lớn huyện Thường Xuân, khác với huyện Thọ Xuân vốn thuộc phủ Thiệu Thiên[13]) và các châu: Quan Gia (gần biên giới Lào hiện nay), Tầm (tây bắc huyện Quan Hóa), Lang Chánh, Sầm (Sầm Nưa thuộc Lào hiện nay[14]).

### Nghệ An
Thời Lê Thái Tổ là 2 lộ Diễn Châu và Nghệ An thuộc đạo Hải Tây, năm 1466 đặt thừa tuyên Nghệ An, năm 1490 đổi là xứ Nghệ An, Lê Tương Dực đổi là trấn Nghệ An. Tương đương 2 tỉnh Nghệ An và Hà Tĩnh hiện nay, gồm các phủ:
- Phủ Diễn Châu gồm 2 huyện: Đông Thành (Diễn Châu và Yên Thành hiện nay), Quỳnh Lưu (huyện Quỳnh Lưu, phía đông huyện Nghĩa Đàn và một phần thị xã Thái Hòa hiện nay).
- Phủ Anh Đô (thời Thành Thái đổi tên là phủ Anh Sơn) gồm 2 huyện: Hưng Nguyên (huyện Hưng Nguyên và một phần thành phố Vinh hiện nay), Nam Đường (Nam Đàn, Đô Lương và Anh Sơn hiện nay).
- Phủ Đức Quang (tức phủ Đức Thọ thời Nguyễn) gồm 6 huyện: La Giang (huyện Đức Thọ, một phần huyện Can Lộc và một phần thị xã Hồng Lĩnh hiện nay), Thiên Lộc (huyện Can Lộc, một phần huyện Lộc Hà và một phần thị xã Hồng Lĩnh hiện nay), Chân Phúc (huyện Nghi Lộc, thị xã Cửa Lò và một phần thành phố Vinh hiện nay), Thanh Giang (huyện Thanh Chương và một phần đất phía tây nam huyện Nam Đàn hiện nay), Hương Sơn (các huyện Hương Sơn, Hương Khê và một phần huyện Vũ Quang hiện nay), Nghi Xuân.
- Phủ Hà Hoa gồm 2 huyện: Thạch Hà (huyện Thạch Hà, thành phố Hà Tĩnh và một phần huyện Lộc Hà hiện nay), Kỳ Hoa (Kỳ Anh và Cẩm Xuyên hiện nay).
- Phủ Quỳ Châu gồm 2 huyện: Thúy Vân (Quỳ Châu và Quỳ Hợp hiện nay), Trung Sơn (Quế Phong hiện nay).
- Phủ Trà Lân (tức phủ Tương Dương thời Nguyễn) gồm 4 huyện: Tương Dương, Kỳ Sơn, Vĩnh Khang (tức huyện Vĩnh Hòa thời Nguyễn, một phần huyện Tương Dương hiện nay), Hội Ninh (tức huyện Hội Nguyên thời Nguyễn, tả ngạn sông Lam từ Thanh Chương đến cửa Rào, một phần các huyện Tương Dương và Con Cuông hiện nay).
- Phủ Ngọc Ma (tức phủ Trấn Định thời Nguyễn) gồm 1 châu Trịnh Cao (gồm 12 động) thuộc tỉnh Bolikhamsai của Lào hiện nay.
- Phủ Lâm An (tức phủ Trấn Tĩnh thời Nguyễn) gồm 1 châu Quy Hợp gồm 12 động và 11 sách, vốn là đất Bồn Man nay khoảng huyện Hương Khê, Hà Tĩnh và huyện Nakai, Khăm Muộn của Lào, đầu nguồn của sông Ngàn Sâu[16].
- Phủ Trấn Ninh: là đất Bồn Man, nhập vào Đại Việt từ thời Lê Thánh Tông, gồm 7 huyện: Quang Vinh, Minh Quảng, Cảnh Thuần, Kim Sơn, Thanh Vị, Châu Lang, Trung Thuận, đều thuộc Lào hiện nay.

### Thuận Hóa
Thời Lê Thái Tổ là 2 lộ Tân Bình và Thuận Hóa thuộc đạo Hải Tây, năm 1466 đặt thừa tuyên Thuận Hóa, năm 1490 đổi là xứ Thuận Hóa, Lê Tương Dực đổi là trấn Thuận Hóa. Gồm các phủ:
- Phủ Tân Bình (năm 1604, đổi tên là phủ Quảng Bình) gồm các huyện: Khang Lộc (Quảng Ninh, Quảng Bình hiện nay), Lệ Thủy và các châu: Minh Linh (các huyện Vĩnh Linh, Gio Linh, Cam Lộ và bắc huyện Hướng Hóa thuộc Quảng Trị hiện nay), Bố Chính (các huyện Quảng Trạch, Bố Trạch, Tuyên Hóa và thị xã Ba Đồn, tỉnh Quảng Bình hiện nay).
- Phủ Triệu Phong gồm các huyện: Vũ Xương (Triệu Phong hiện nay), Hải Lăng, Đan Điền (Quảng Điền và một phần Phong Điền hiện nay), Kim Trà (thị xã Hương Trà và một phần Phong Điền hiện nay), Tư Vang (Phú Vang, thị xã Hương Thủy và Phú Lộc hiện nay), Điện Bàn (cả thành phố Đà Nẵng và bắc Quảng Nam hiện nay).

### Quảng Nam

Địa đồ sơn xuyên phủ Quảng Nghĩa trong tập Hồng Đức Bản Đồ

Năm 1471, vùng đất phía Nam Thuận Hóa mới chiếm được từ Chiêm Thành được đặt thành đạo thừa tuyên thứ 13, gọi là Quảng Nam. Gồm các phủ:
- Phủ Thăng Hoa (sau là Thăng Bình) gồm các huyện: Lê Giang (Thăng Bình hiện nay), Hà Đông (Tam Kỳ hiện nay), Duy Xuyên.
- Phủ Tư Nghĩa (sau đổi thành phủ Quảng Nghĩa, tỉnh Quảng Ngãi hiện nay) gồm các huyện: Nghĩa Giang (Tư Nghĩa và một phần Nghĩa Hành hiện nay), Mộ Hoa (Mộ Đức và một phần Đức Phổ hiện nay).
- Phủ Hoài Nhơn (sau đổi thành phủ Quy Nhơn, tỉnh Bình Định hiện nay) gồm các huyện: Bồng Sơn (Hoài Nhơn và một phần Hoài Ân hiện nay), Phù Ly (Phù Mỹ và Phù Cát hiện nay), Tuy Viễn (An Nhơn và Tuy Phước hiện nay).